# Уличный танец

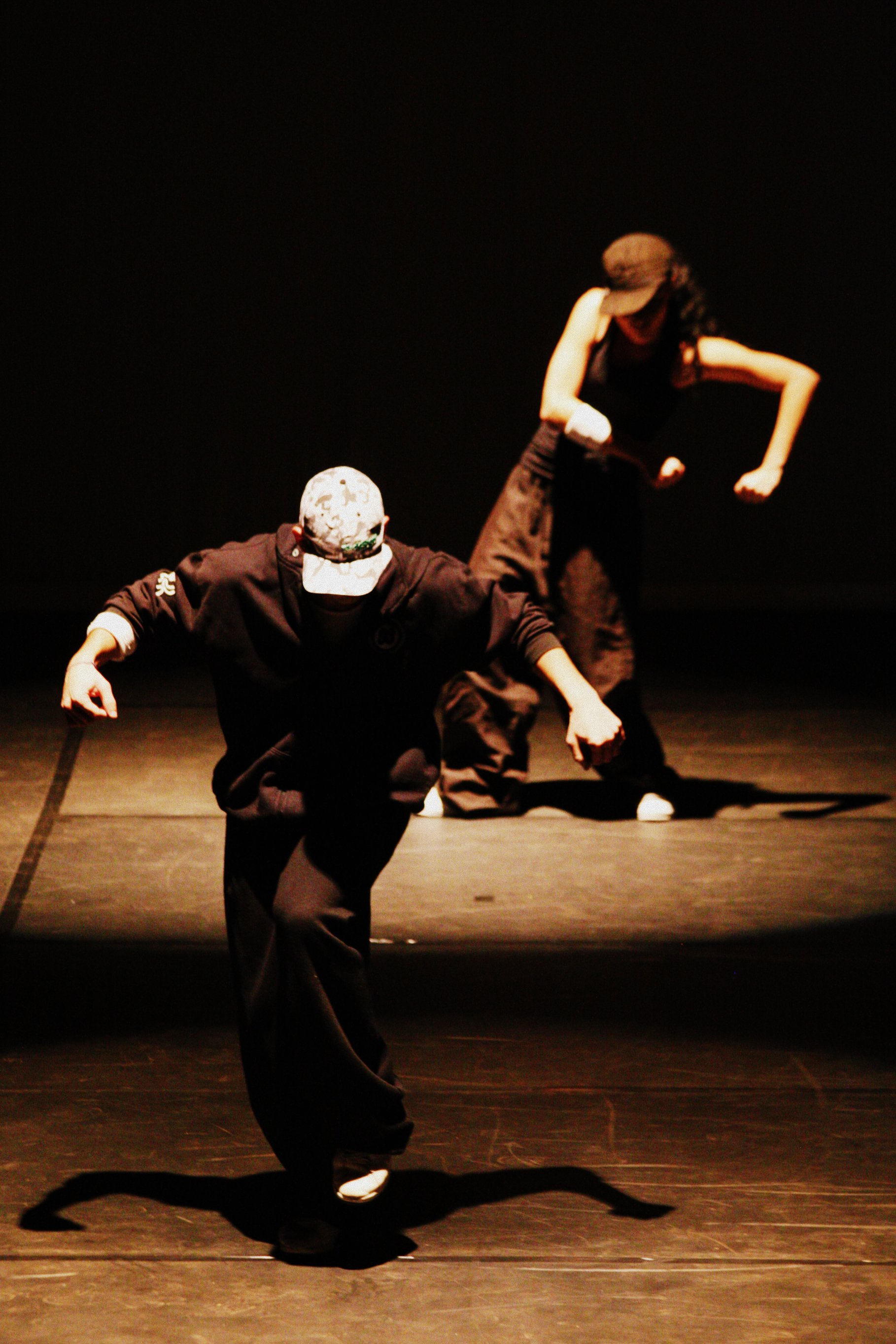
Уличные танцы на URBANOS dance contest 2012

Уличный танец (англ. street dance) — танцевальный стиль, который развивался вне танцевальной студии, в любом доступном открытом пространстве, например, на улицах, танцевальных вечерниках, в парках, школьных дворах и ночных клубах. Этот термин используется для описания местных танцев в городском понимании. Эти танцы являются импровизацией и носят социальный характер, поощряя взаимодействие между зрителями и выступающими танцорами. Подобные танцы являются частью местной культуры того географического района, где они были созданы. Примером уличных танцев может послужить брейк-данс, который был зарождён в Нью-Йорке.

## История
Традиционный джазовый танец, который существовал с конца XIX века, является, пожалуй, одним из самых старейших уличных танцев городской Америки. Считают, что уличный танец является городским народным танцем. Возвращаясь к истории и исходя из понятий того времени, фольклорный танец — это более устаревшая аналогия уличному танцу. Уличный танец и фольклорный отличаются только названиями. Полагают, что термин «уличные танцы» как составное существительное существовало с самого начала XX века, в результате афроамериканского просторечия, танец стал самым популярным в западном мире.
Танцевальные стили хип-хопа такие как: брейк-данс и фанковые стили (паппинг и локинг) являются самыми популярными уличными стилями в афроамериканской культуре. Эти формы хип-хоп танца практикуются на улицах больше всего. Эти уличные танцы были настолько распространены, что были созданы различные хореографические номера для музыкальных клипов. Брейк-данс помог реализовать командную танцевальную культуру, посредством чего танцевальные команды стали разучивать различные стили уличных танцев для серьёзных соревнований. Эти уличные команды обычно выступали на открытых батлах, что способствовало дальнейшему развитию танцевальной хип-хоп культуры.

## Уличные танцы в искусстве

### В кинематографе
- Шаг вперёд 2: Улицы (2008)
- Уличные танцы 3D (2010)
- Уличные танцы 2 (2012)
- Уличные танцы 3: Все звёзды (2013)
- Нервы на пределе[англ.] (2016)

### В музыке
- Martha and the Vandellas — Dancing in the Street (1964)
- Авичи — Street Dancer[англ.] (2011)